# Hieracium cornescens
Hieracium cornescens es una especie de planta con flor del género Hieracium, de la familia Asteraceae, orden Asterales.

## Distribución
Hieracium cornescens se distribuye por Suecia.

## Taxonomía
Fue descrita científicamente por Johanss. & Sam. Fue publicada en Bot. Not. 1925: 82 (1925).